# هجوم الضفة الغربية في أغسطس 2010
هجوم الضفة الغربية في أغسطس 2010 هو هجوم إطلاق نار في الضفة الغربية وقع يوم الثلاثاء 31 أغسطس 2010 بالقرب مستوطنة كريات أربع، نفذ على يد مسلحين من كتائب القسام (حماس). أدى الهجوم إلى مقتل 4 مستوطنين إسرائيليين بعدما هاجم المسلحون سيارتهم. ويعتبر أعنف هجوم منذ سنة 2008 في فلسطين، وأشادت حماس بالهجوم وقالت أنه عمل بطولي وتوعدت بالمزيد من الهجمات، واحتفل أنصارها في جباليا بالعملية. أدانت الهجوم الأمم المتحدة، إسرائيل والسلطة الفلسطينية.

## الرد الإسرائيلي
في 8 أكتوبر 2010، اغتالت إسرائيل قائد كتائب القسام في الضفة الغربية نشأت الكرمي ومساعده مأمون النتشة، حيث قالت إسرائيل أنهما المسؤولان عن الهجوم.